# Aire de gestion des habitats ou des espèces
Une aire de gestion des habitats ou des espèces est une catégorie d'aire protégée définie au niveau international par l'Union internationale pour la conservation de la nature et recouvrant plusieurs types d'espaces naturels selon les pays. Elle est classée IV dans l'échelle d'intervention humaine.
L'objectif commun de ces espaces est la conservation d'espèces ou d'habitats à enjeux. Il peut par exemple s'agir de zone de nidification pour des espèces d'oiseaux, comme des marais ou des prairies, des zones de frai, des zones d'alimentation, etc.
La gestion de ces espaces vise à assurer le maintien, la conservation et la restauration des espèces et habitats visés, notamment au travers d'actions d'éducation à l'environnement. Les autres mesures de gestion peuvent inclure (mais ne sont pas limitées à) la prévention du braconnage, la création d'habitats artificiels, l'arrêt de la succession naturelle et les pratiques d'alimentation complémentaire. La gestion de ces espaces peut nécessiter une intervention humaine importante pour rester dans l'état visé .
Les zones de gestion des habitats ou des espèces peuvent exister en tant que fraction d'un écosystème plus large ou d'une aire protégée.

## Situation dans le monde

### Belgique
Les aires protégées de type IV comprennent environ 50% des espaces naturels protégés belges, notamment des réserves naturelles de Wallonie et de Flandres.

### France
En France la majorité des aires protégées définies nationalement s'inscrivent dans cette catégorie. On y retrouve notamment de nombreuses réserves naturelles, des terrains acquis par le Conservatoire du littoral ou des zones d'adhésion de parc nationaux.

### Suisse
La majorité des aires protégées suisses tombent dans cette catégorie.